# Whiteshield Mountain
Whiteshield Mountain är ett berg i Kanada.   Det ligger på gränsen mellan Alberta och British Columbia, i den västra delen av landet, 3 200 km väster om huvudstaden Ottawa. Toppen på Whiteshield Mountain är 2 651 meter över havet, eller 30 meter över den omgivande terrängen. Bredden vid basen är 0,39 km.
Terrängen runt Whiteshield Mountain är huvudsakligen bergig, men åt sydväst är den kuperad.Trakten runt Whiteshield Mountain är nära nog obefolkad, med mindre än två invånare per kvadratkilometer.. Det finns inga samhällen i närheten. 
Trakten runt Whiteshield Mountain består i huvudsak av gräsmarker.